# Zalka Kuchling
Zalka Kuchling, auch Rosalia Kuchling, (* 5. August 1961) ist eine österreichische Politikerin (Grüne) und AHS-Lehrerin. Kuchling war von 2013 bis 2018 Abgeordnete zum Kärntner Landtag.

## Ausbildung und Beruf
Als Kärntner Slowenenin besuchte Kuchling die zweisprachige Volksschule in St. Franzisci. Nach der Volksschule absolvierte sie die Unterstufe des Bundesgymnasiums und Bundesrealgymnasiums für Slowenen in Klagenfurt, wobei sie während dieser Zeit im Schülerheim Mohorjeva wohnte. Danach bildete sie sich an der dreijährigen Hauswirtschaftsschule in St. Peter bei St. Jakob im Rosental weiter und maturierte danach in Linz. Sie studierte in der Folge Französisch und Deutsch an der Universität Klagenfurt und war als Junglehrerin in Wolfsberg eingesetzt. 1990 fand sie schließlich eine Anstellung als Professorin für Französisch und Deutsch am BG/BRG für Slowenen, an dem sie bis heute tätig ist und zu dessen Leiterin sie mit 1. März 2015 bestellt wurde.

## Politik und Funktionen
Kuchling engagiert sich bereits ab ihrem 18. Lebensjahr im Kulturverein „Lipa“ in Völkermarkt, wobei sie dem Verein mehrere Jahre auch als Obfrau vorstand. Nach 2006 konzentrierte sie ihr Engagement verstärkt der Politik, wobei sie bereits 2004 bei den Kärntner Grünen aktiv wurde und 2009 zur Landessprecher-Stellvertreterin gewählt wurde. Sie ist seit 2009 zudem Mitglied des Landesvorstands der Grünen Kärnten und fungierte als Volksgruppen- und Bildungssprecherin der Grünen Partei in Kärnten. Kuchlig ist Bezirkssprecherin der Grünen in Völkermarkt und kandidierte bei der Landtagswahl 2013 auf dem dritten Listenplatz der Landesliste der Kärntner Grünen sowie auf dem zweiten Listenplatz im Landtagswahlkreis Ost. Nach dem Wahlerfolg der der Kärntner Grünen wurde sie am 28. März 2013 als Abgeordnete zum Kärntner Landtag angelobt.
Kuchling ist Obmann-Stellvertreterin der Gemeinschaft der Kärntner Slowenen und Sloweninnen/Skupnost koroških Slovencev in Slovenk.

## Privates
Kuchling wurde als Tochter von Marija und Janez Kuchling geboren. Sie wuchs mit ihren sieben Schwestern und drei Brüdern auf einem kleinen Bauernhof in Gattersdorf bei Völkermarkt auf. Sie ist seit 1998 alleinerziehende Mutter einer Tochter und lebt in Gattersdorf.